# Spiczki
Spiczki (dodatkowa nazwa w języku białoruskim Спічкі) – wieś w Polsce położona w województwie podlaskim, w powiecie bielskim, w gminie Orla. Znajduje się przy drodze łączącej Parcewo z Orlą. Nazwa wsi w dosłownym tłumaczeniu z języka rosyjskiego to „zapałki”.
Wierni wyznania prawosławnego należą do parafii pod wezwaniem św. Archanioła Michała w Bielsku Podlaskim, a wierni kościoła rzymskokatolickiego do parafii Najświętszej Opatrzności Bożej w Bielsku Podlaskim.

## Historia
Początki Spiczek należy łączyć z XVI wiekiem, kiedy to wokół Bielska Podlaskiego rozlokowano 6 wsi mieszczańskich: Widowo, Szastały, Parcewo, Augustowo, Stryki i Spiczki. Mieszkańcy Spiczek posiadali status analogiczny do statusu mieszkańca Bielska Podlaskiego. Były przedmieściem Bielska położonym w starostwie bielskim w II połowie XVII wieku, były położone w ziemi bielskiej województwa podlaskiego w 1795 roku.. 
Pod koniec XIX w. na terenie parafii św. Michała Archanioła w Bielsku Podlaskim zaczęto organizować cerkiewne szkolnictwo – otwarto szkoły gramoty w Pilikach (1885), Proniewiczach (1885), Spiczkach (1890), Szastałach (1899), a także szkoły parafialne (męską i żeńską) w Bielsku Podlaskim (1891), w których wykładała córka ówczesnego proboszcza, Zofia Taranowicz. Po II wojnie światowej w Spiczkach nadal funkcjonowała szkoła podstawowa (nauczanie początkowe). Po zakończeniu nauczania początkowego dzieci ze Spiczek kontynuowały naukę w szkole podstawowej w Parcewie (obecnie budynek zabytkowy – przy drodze do Spiczek).
11 stycznia 2011 r. w gminie Orla wprowadzono 25 białoruskich nazw dla wsi i kolonii. Oficjalną nazwę w języku białoruskim otrzymała wówczas również wieś Spiczki. Z nazwą tą wynikły pewne komplikacje. Rada Gminy uchwaliła bowiem zapis w formie Cnічкі z literą „n” z alfabetu łacińskiego zamiast w formie Спічкі z literą „п” z cyrylicy. Nazwę w tej postaci przyjęła Komisja Nazw Miejscowości i Obiektów Fizjograficznych, a następnie Minister Spraw Wewnętrznych i Administracji zamieścił ją w Rejestrze gmin, na których obszarze używane są nazwy w języku mniejszości. W efekcie nazwę w takiej właśnie formie zamieszczono na tablicach przed wjazdem do miejscowości
W latach 1975–1998 miejscowość administracyjnie należała do województwa białostockiego.
We wsi znajdują się dwa cmentarze prawosławne z XIX wieku.